# Malaspina (album)
Malaspina è il quinto album di Oliviero Malaspina edito nel 2014 da Hydra/Ululati.

## Duetti e collaborazioni
L'album contiene diverse collaborazioni. Già il brano d'esordio, intitolato Poi, contiene la voce recitante di Teresa Draghi. Nel brano La strada Malaspina duetta con Roberta Di Lorenzo, mentre nel brano Vengo a portarti il mio nuovo amore duetta con il cantautore siciliano Ennio Salomone. Il brano conclusivo Dopo contiene la voce di Joy Zanetti. 

## Video
Il singolo dell'album è Volevo essere la luna sui campi, da cui è stato anche tratto un videoclip in forma di cortometraggio diretto da Umberto Baccolo.

## Tracce
1. Poi (Malaspina)
2. Volevo essere la luna sui campi (Malaspina)
3. Vita ancora viva (Malaspina – Cristaldi)
4. In viaggio, fermi (Malaspina)
5. Quasi tutti (Malaspina)
6. Vostra signora dei fiori (Malaspina)
7. La strada (Malaspina)
8. Migranti (Malaspina)
9. Il vuoto (Stop) (Piccoli – Arezzi – Malaspina)
10. Vengo a portarti il mio nuovo amore (Malaspina)
11. E dell’infinito, fine (Malaspina – Cristaldi)
12. Dopo (Malaspina)

## Formazione
- Oliviero Malaspina - voce
- Gianmarco Volpe - chitarre acustiche, classiche ed elettriche, violino, mandolino
- Gino Ariano - basso elettrico
- Pasquale Di Lascio - percussioni
- Daniela Somma - fisarmonica
- Carmine Ruizzo  - violino, viola